# 아우토반

아우토반 시점을 나타내는 표지판 도안

아우토반(독일어: Deutsche Autobahn 듣기 (도움말·정보))은 독일어로 고속도로이므로 독일, 오스트리아에서 아우토반이라고 하면 고속도로를 뜻한다. 하지만 이 문서에는 독일 아우토반을 주로 다룬다.

## 개요

아우토반 노선도

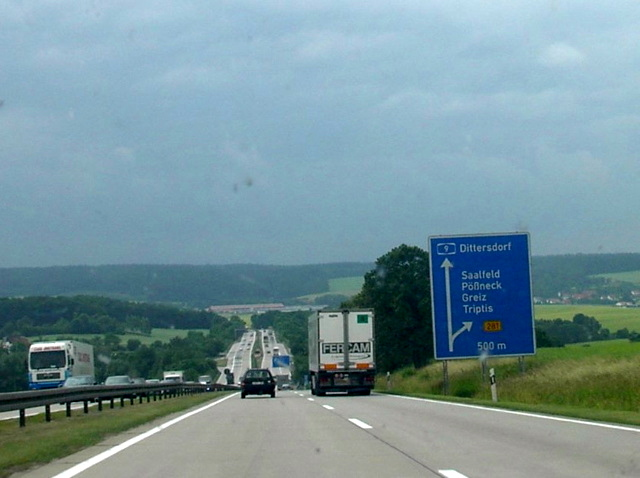
역사가 오래된 편도 2차로의 아우토반의 모습.

아우토반은 독일 국내뿐만 아니라 유럽 각국의 고속도로와 밀접하게 관련되어 있어 스위스와 오스트리아, 네덜란드 등 여러 나라와 연결되고 있다. 스위스의 국경에는 아우토반에서 국경 검사소가 있는데, 스위스의 경우에 아우토반의 요금은 연간 통행요금을 지불해 받게되는 스티커를 확인하는 방식으로 통행이 이루어진다. 프랑스의 고속도로(오토루트)는 유료 구간이 많아 국경을 넘게되면 고속도로에 요금소가 나타나게 된다. 네덜란드의 고속도로는 무료이기 때문에 다만 국경을 나타내는 표지인 EU 표지만이 존재한다.
'아우토반'을 한국어로 풀면 '자동차가 달리는 길'이다. '-반'이란 사람, 말이 다니는 길이 아닌 전용도로라는 의미를 가진다. 예를 들어 'S반'은 근거리 철도, 'U반'은 지하철, '슈트라센반'은 시영 전차, 트램 등 전부 철도로 번역된다. 아우토반은 자동차 전용 고속도로이며 속도 제한이 없다.
현재는 최고의 기능을 갖춘 자동차 전용 도로는 슈넬슈트라세(Schnellstrasse)라고 불러 구별하고 있다. 아우토반의 노선번호 부여 방식은 동서 방향이 짝수, 남북 방향이 홀수로 부여된다. 슈넬슈트라세의 제한 속도는 대개 100km/h이상으로 추천 속도는 130km/h이다. 독일의 속도 제한 규칙은 매우 간단하며 도로가 시작되는 표지와 끝나는 표지 사이의 거리만 50-60,70km/h으로 다양하며, 시내 지역은 50km/h 시외는 100km/h이다.

## 역사
아우토반의 최초 구상과 계획, 그리고 부분적인 건설은 1920년대 바이마르 공화국 시대부터 출발했다. 그러나 경제적 문제, 정치적인 꼬임 등으로 베를린 주변을 제외한 계획의 대부분은 진행되지 않았다. 그 계획중 하나인 함부르크(Hamburg) 북부에서 프랑크푸르트(Frankfurt) 암 마인의 중부를 통과해 스위스 바젤에서 만나는 자동차 전용도로 'HaFraBa'도 추진되지 못했다. 아우토반은 활주로로도 이용되게 건설되었다. '아우토반'이라는 명칭은 1929년에 만들어졌다.
제1차 세계 대전의 패배로, 독일에게 막대한 배상금이 청구되면서 극심한 인플레이션에 빠지게 되었다. 또한 세계 대공황으로 인한 불경기로 심각한 경제 타격을 입게 되었다. 바이마르 공화국은 조절할 수 있는 기능을 전혀 활용하지 못했으며, 이로 인해 독일 국내에는 대량의 실업자가 생기고 있었다.
1933년 나치당에 의한 정권이 성립된후 아돌프 히틀러는 경제 정책의 일환으로 아우토반 건설 계획을 세운다. 이는 공공 사업을 통해 실업률을 잡겠다는 것이었다. 히틀러는 아우토반 건설 총감에 프리츠 도트를 임명했다.
공공 사업 덕분에 독일에서는 실업자가 큰폭으로 감소했다. 아우토반 계획은 선전에 이용되었으며 6개월간의 무상 근로 봉사(Reichsarbeitsdienst)를 지운 나치당의 청소년이 여기에 참가하기도 했다. 아우토반의 건설은 '새로운 독일의 건설'을 요구하는 나치당에도 적합한 계획이었으며, 또한 국민 의식 고양에도 크게 이바지했다.
아우토반은 세계에서 첫 고속도로 네트워크였다. 아우토반은 독일이 세계 굴지의 자동차 대국으로 가는데 큰 주춧돌이었다. 프랑크푸르트에서 다룸슈타트까지 최초 구간은 1935년 개통했다. 이 구간은 1938년 독일인 레이스 드라이버 베른트 로즈마이어(Bernd Rosemeyer)의 치명적인 사고가 발생하기 전까지 메르세데스 벤츠 등의 팀에 의해 최고속도 기록 달성을 위해 사용되었다.
아우토반은 세계 최초로 본격적인 고속도로 네트워크였다. 도트는 기술자인 듯한 배려를 빠짐없이 단순한 고규격직선도로를 건설하는 것이 아니고 클로소이드 곡선을 이용한 완만한 커브의 라인 설정이나, 근대적이지만 풍치에 맞은 교량, 고가다리 디자인을 받아들여 기존의 자연경관과 조화되는 도로건설을 목표로 했다. 거시적인 견지로부터 고속도로를 설계하는 그 컨셉은 전후에도 아우토반뿐만 아니라 세계각국의 많은 고속도로에 받아들여져 있다. 그 위에 또 장거리주행을 고려하고 화장실 등을 구비하는 고속도로 휴게소도 도처에 설치되고 있었다. 이것들의 기본구상은 독일을 후년, 세계굴지의 자동차대국으로 성장시켜가는 과정에서의 큰 초석이 되었다.
제2차 세계 대전에서는 연합군의 공습을 피하기 위해 터널이나 가까운 숲안에 항공기를 숨기는 역할을 했으며, 또한 아우토반을 활주로로 대신 이용하기도 했다. 연합군의 격렬한 폭격에 의해 아우토반은 많은 부분이 파괴되었지만 전후 서독지역은 빠른 시간 안에 수복했다. 1950년대 서독 정부는 아우토반 구축 프로그램을 전개해 신구간 건설 및 기존 구간 개량에 많은 부분을 투자했다. 한편, 동독 및 폴란드 구간은 정부의 경제적인 문제로 수복이 제대로 진행되지 못했다. 독일 재통일 후에는 예산을 주로 구 동독쪽에 투자해 구축을 했다.
1960년대에 박정희 대통령이 서독을 방문한 뒤 아우토반을 보고 대한민국의 고속도로 건설을 지시하기도 하였다.

## 제한 속도
아우토반에는 제한속도 무제한 구간과 속도 제한 구간이 존재한다. 제한속도 무제한 구간이라고 말해도 사실상 자동차 최고 속도가 있어 그 제한 속도 이상으로 달릴수 없다는 불평도 있다. 하지만 허용총충량 3.5 t 초과 트럭은 80 km/h로 제한 속도가 설정되어 있다. 대한민국이나 일본과 비슷하게 속도 위반 단속 카메라 등이 수시로 설치되어 있는 곳이 있다. 덧붙여서, 속도 무제한 구간에서 아우토반이 추천한 속도는 130 km/h다.(구간에 따라 날씨에 따라 80km/h 로 제한)
요즘은 속도 제한 구간이 많아져서 속도 무제한 구간은 노선 전체의 70%를 차지하고 있다. 속도 무제한 구간에서 노면이 거칠거나 교통량이 증가해 혼잡 구간이 많아지고, 짧은 시간 안에 속도 제한 구간에 도달하는 등 무제한 구간에서의 무제한 속도 추진을 거의 불가능하다. 요즘 건설되는 간선도로는 교통량이 적은 지방 노선을 제외하고 300km/h가 넘는 초고속 주행은 어려워 지고 있다.

## 요금
예전에는 아우토반을 통행하는 자동차 전체가 무료였다. 하지만 동서 냉전의 종결, EU에 의한 유럽 경제 통합으로 인해 유럽 중간에 위치하는 독일의 아우토반은 각국에서 유입되는 교통량 증가와 주변 환경 대책, 도로 정비 유지 등으로 인해 막대한 비용이 늘어나고 있어 독일 정부는 유료화를 적극 검토하고 있다. 2005년 1월부터 12톤 이상의 대형 트럭은 유료로 전환되었다. 다만, 요금소는 존재하지 않기 때문에 GPS와 휴대 전화를 통한 요금 부과 방법을 취하고 있다.
최근 일반차량들도 독일 인접국가에서 넘어오는 외국차량의경우 국경에서 Maut(통행료)를 부과하는 구간도 늘어나고 있다.

## 설비, 설계
아우토반은 고속 주행에 적합하게 설계되어 있으며 설계속도 130 km/h 기준  최대경사는 4 %다. 또, 건설시에 항공기 활주로로도 고려했기 때문에 포장이 다른 나라에 비해 꽤 두껍다.

## 부대 설비
대한민국이나 일본의 고속도로와 같게 서비스 구역(휴게소)과(와) 주차구역 등의 시설이 잘 정비되어 있다. 그러나, 주차구역 등에 따라서는 화장실이 없는 곳도 있어 화장실을 원할때는 표지를 잘보고 판별해야 하며 대부분 유료로 운영되고 있다. 덧붙여서 주유는 기본적으로 셀프 방식이다.

## 노선 목록
※ 주요 노선은 이미 생성된 문서에 한하여 기술됩니다. 단, 미생성 링크는 관련 틀을 참고할 것이며, 계획 및 폐지 노선은 기술 대상에서 제외됩니다.
주요간선
- 아우토반 1호선
- 아우토반 2호선
- 아우토반 3호선
- 아우토반 5호선
- 아우토반 9호선

광역노선
- 아우토반 10호선
- 아우토반 12호선
- 아우토반 15호선
- 아우토반 17호선
- 아우토반 19호선
- 아우토반 21호선
- 아우토반 23호선
- 아우토반 24호선
- 아우토반 25호선
- 아우토반 27호선
- 아우토반 28호선
- 아우토반 29호선
- 아우토반 31호선
- 아우토반 37호선
- 아우토반 38호선
- 아우토반 42호선
- 아우토반 43호선
- 아우토반 46호선
- 아우토반 48호선
- 아우토반 62호선
- 아우토반 64호선
- 아우토반 67호선
- 아우토반 70호선
- 아우토반 72호선
- 아우토반 73호선
- 아우토반 93호선

지역노선
- 아우토반 100호선
- 아우토반 103호선
- 아우토반 555호선
- 아우토반 573호선
- 아우토반 995호선

## 갤러리

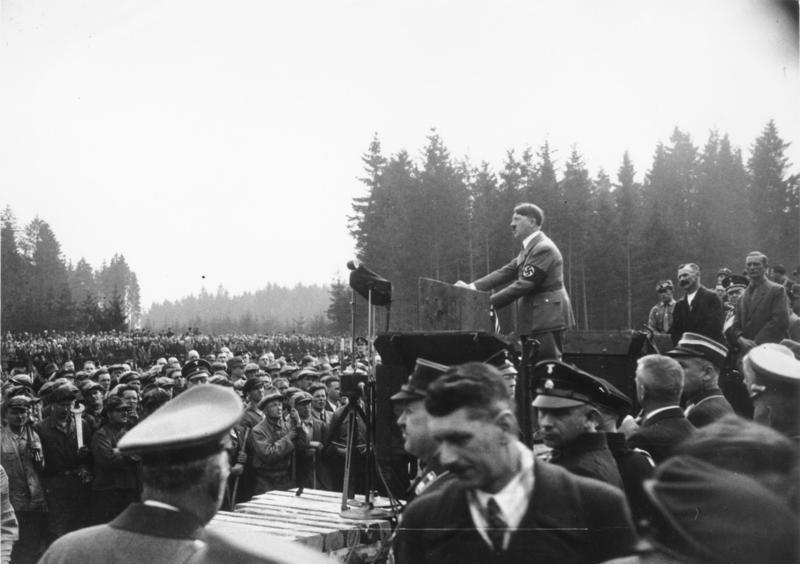
아우토반 기공식에서 연설하는 아돌프 히틀러
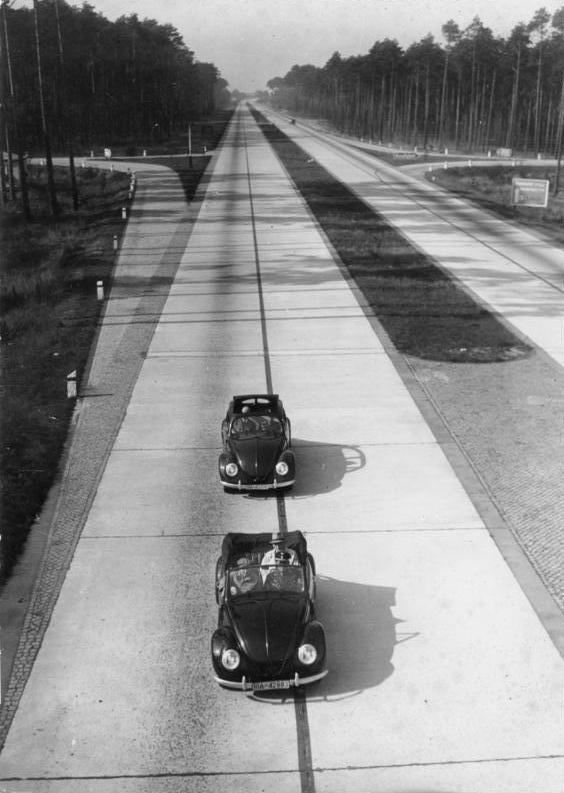
개통 당시의 아우토반

## 같이 보기
- 라이히스아우토반
- 독일의 대중교통